# Habitatge al carrer Gurb, 3 (Vic)
L'Habitatge al carrer Gurb, 3 era una casa eclèctica de Vic (Osona) inclosa a l'Inventari del Patrimoni Arquitectònic de Catalunya.

## Descripció
Edifici civil. Casa entre mitgeres. Constava de planta baixa, entresòl i tres pisos. La façana presentava un eix de simetria central i era coronada per una cornisa d'estuc amb motius vegetals i una terrassa amb pilars de totxo i barana de ferro. La mida de les obertures disminnuia amb l'alçada.
S'obrien dos portals d'arc peraltat a la planta que també donaven llum a l'entresòl. Als pisos s'hi obrien balcons amb baranes de forja i ferro.
La façana era arrebossada. L'estat de conservació era mitjà, ja que alguns pisos es trobaven deshabitats.
Aquest edifici va ser enderrocat, actualment és un bloc de pisos.

## Història
L'antic camí de Gurb sorgí com la prolongació del carrer de les Neus vers el segle xii i on s'anaren transformant les masies i edificacions en cases entre mitgeres que seguien el traçat natural del camí. Al segle xv es construí l'església gòtica dels Carmelitans prop de l'actual carrer Arquebisbe Alemany, enderrocada el 1655 en convertir-se la ciutat en plaça fortificada contra els francesos durant la guerra dels Segadors. Als segles XVII-XVIII es construí l'actual convent i l'església dels Carmelitans calçats. Al segle xviii la ciutat experimenta un fort creixement i aquests carrers itinerants es renoven formant part de l'Eixample Morató. Al segle xix, amb la urbanització de l'Horta d'en Xandri entre el carrer Gurb i de Manlleu també es renova.
L'edifici denotava una reforma de finals de segle xix.